# أندي غاردينر
أندي غاردينر (بالإنجليزية: Andy Gardiner)‏ هو سياسي أمريكي، ولد في 23 يناير 1969 بأورلاندو في الولايات المتحدة. حزبياً، نشط في الحزب الجمهوري. وقد انتخب عضو مجلس ولاية فلوريدا.